# SN 2005gu
SN 2005gu – supernowa typu Ia odkryta 26 września 2005 roku w galaktyce A004857-0054. W momencie odkrycia miała maksymalną jasność 22,00m.